# Adobe Soundbooth
Adobe Soundbooth（アドビ サウンドブース）は、アドビが販売していたオーディオ制作や編集の為のソフトウェアである。CS5.5でAdobe Auditionに統合された。

## 新機能

### CS4
- ASNDファイル

Adobeサウンドドキュメント (ASND) 形式を利用することにより、複数トラックのオーディオを１つのファイルとして扱える。ASNDファイルは、非破壊ファイルのため、元の素材に傷を付ける事が無い。Adobe Premiere Pro CS4などの製品で簡単に共有することができる。またプロジェクトのスナップショットを作成すると、現在より前の作業状態に戻ることもできる。
- スピーチ検索

音声認識技術を搭載し、素材内の会話を、メタデータとして扱える。

### CS5
- Soundboothスコアの追加

使用できるスコアが増えた

## 主な機能
- Adobe Dynamic Link

Soundbooth CS4、Adobe Premiere Pro CS4、After Effects CS4の間で、中間ファイル書き出しが不要。あるアプリケーションで加えられた変更が他のアプリケーションですぐに反映される。ただしDynamic Linkは、Production Premiumなどに搭載され、単体でそれぞれのアプリケーションを購入した場合は、この機能は使えない。
- 周波数スペクトル表示

素材内の音を周波数ごとのスペクトル表示ができる

## 参考
- http://www.adobe.com/jp/products/soundbooth/